# Batalla de los 300 Campeones

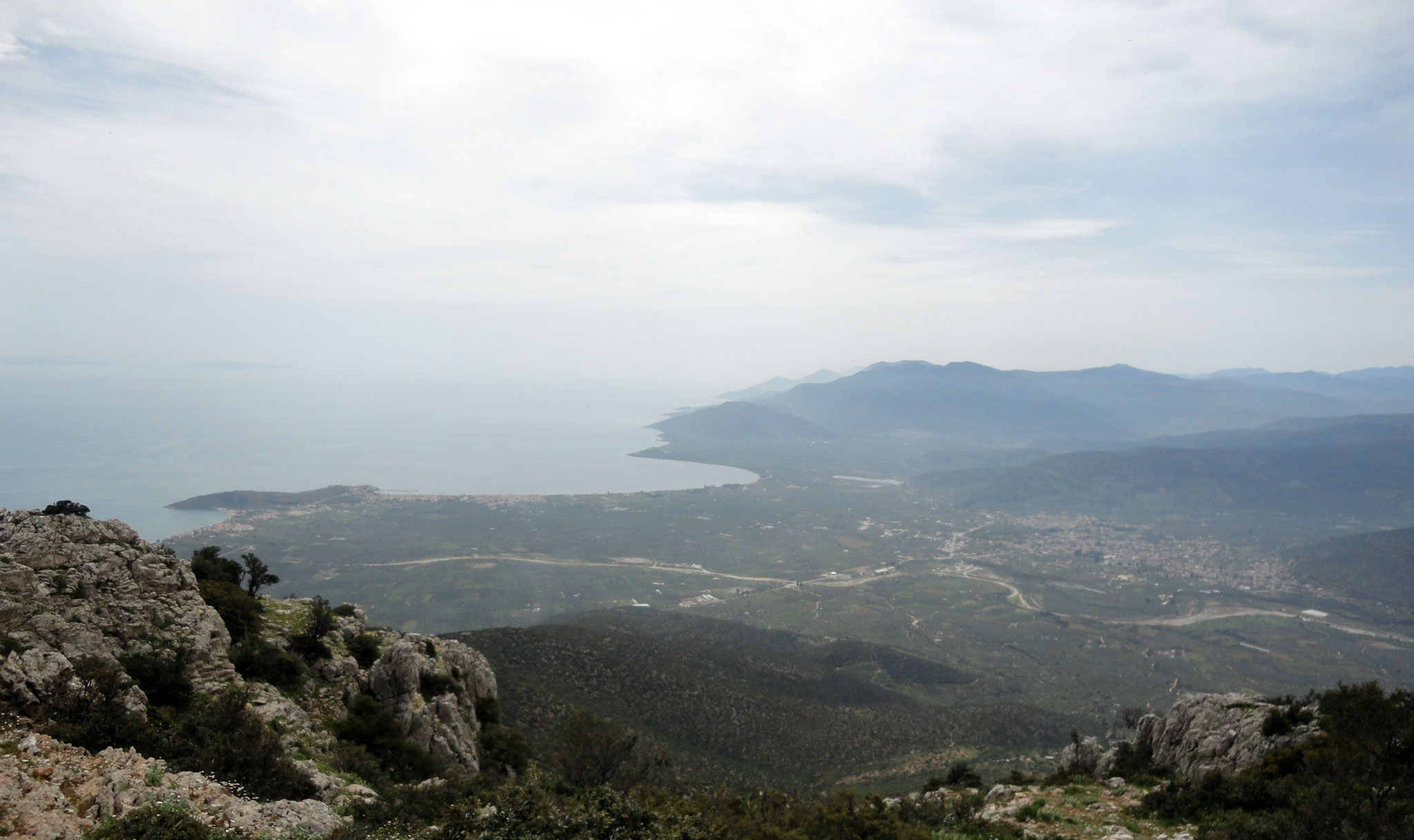
El valle de Thyrea desde la montaña Zavitsa. Son visibles las comunidades de Astros (a la derecha) y Paralio Astros (a la izquierda).

La Batalla de los 300 Campeones fue una batalla en aproximadamente 545 a. C. entre Argos y Esparta. En vez de utilizar ejércitos completos ambas partes acordaron enfrentar 300 de sus mejores hombres unos contra otros. Después de una sangrienta batalla sólo tres hombres quedaron, dos argivos y un espartano. Los argivos alegaron que debido a la superioridad numérica habían ganado la batalla y volvieron a casa. El espartano solitario, sin embargo, declaró la victoria de Esparta pues fue el último soldado en mantener su puesto en el campo de batalla y construyó un santuario a la victoria de Esparta. Argos no tomó este gesto amablemente y envió a todo su ejército de hoplitas, que se encontró con una fuerza espartana de igual magnitud. Los espartanos obtuvieron una victoria decisiva, y como resultado también tuvieron el control de Tirea, una ciudad fronteriza entre Esparta y Argos.
Años más tarde, en 420 a. C., durante una tregua en la guerra del Peloponeso, Argos desafió a Esparta para una revancha de la Batalla de los 300 de Campeones, pero Esparta declinó la oferta.